# آرثر إف. بورنس
آرثر إف. بورنس (بالإنجليزية: Arthur Frank Burns)‏ هو اقتصادي ودبلوماسي أمريكي، ولد في 27 أبريل 1904 في إيفانو-فرانكيفسك في أوكرانيا، وتوفي في 26 يونيو 1987 في مستشفى جونز هوبكنز في الولايات المتحدة.

## وصلات خارجية
- آرثر إف. بورنس على موقع الموسوعة البريطانية (الإنجليزية)
- آرثر إف. بورنس على موقع مونزينجر (الألمانية)
- آرثر إف. بورنس على موقع إن إن دي بي (الإنجليزية)